# Герб на Алжир
Емблемата на Алжир е печат, използван от правителството, който е еквивалентен на гербовете в другите държави. Съвременното изображение на емблемата е прието след 1976 и се различава от предишното по полумесеца, който присъства и на знамето на Алжир и е символ на исляма. Надписът, обрамчващ емблемата на арабски, гласи Народна демократична република Алжир, на арабски: الجمهورية الجزائرية الديمقراطية الشعبية.
Под изгряващото слънче е избразена ръката на Фатима (дъщерята на пророка Мохамед). Ръката на Фатима е традиционен символ на региона. Изгряващото слънце символизира новата ера. Останалите символи се отнасят към селското стопанство и промишлеността. Изобразени са завод около планина и растения. Планината представя Атласките планини

## Предишни държавни гербове и емблеми на Алжир
- Герб на Френски Алжир, първият герб, използван като официален в Алжир (1830-1962)
- Първият и последен герб на независим Алжир и последния герб на страната (1962-1971)
- Първата емблема на Алжир (1971-1976)